# アンドリュー・ポピー
アンドリュー・ポピー（Andrew Poppy、1954年5月29日 - ）は、イングランドのケントで生まれたピアニストであり、実験音楽の作曲家。ミニマル音楽運動にも関わっている。

## 略歴
アンドリュー・ポピーは、1974年から1979年までロイヤル・ホロウェイとロンドン大学のゴールドスミス・カレッジで学んだ。特にスティーヴ・ライヒ、フィリップ・グラス、ルイ・アンドリーセンによるミニマル・ミュージックのスタイルを取り入れた作品の演奏と創作に専念し、初期の活動ではザ・ロスト・ジョッキーというアンサンブルのメンバーを務めた。
自身の作曲作品に加え、アンドリュー・ポピーは、サイキックTV (アルバム『フォース・ザ・ハンド・オブ・チャンス』)、イレイジャー (アルバム『ザ・トゥー・リング・サーカス』)、ザ・ザ、ハウス・オブ・ラヴ、ストロベリー・スウィッチブレイド、ニッツァー・エブなどのポップまたはロック・グループのいくつかのアルバムにおけるアレンジでも貢献してきた。
また、ロンドンのトリニティ・カレッジ・オブ・ミュージックにて、音楽のレッスンも行っている。

## ディスコグラフィ

### リーダー・アルバム
- The Beating of Wings (1985年、ZTT)
- Alphabed (1987年、ZTT)
- Recordings (1992年、Bitter and Twisted Records)
- Ophelia/Ophelia (1995年、Impetus)
- Rude Bloom (1995年、ArtGallery / Wotre Music)
- Time at Rest Devouring Its Secret (2000年、Source Research Recordings)
- Another Language (2005年、There (there)) ※with クラウディア・ブルッケン（プロパガンダ)
- ...and the Shuffle of Things (2008年、Field Radio)
- Shiny Floor Shiny Ceiling (2012年、Field Radio)
- Hoarse Songs (2019年、Field Radio)

### コンピレーション・アルバム
- 『オン・ZTT』 - Andrew Poppy on Zang Tuum Tumb (2005年、ZTT) ※『The Beating of Wings』『Alphabed』『Under the Son (ZTTにおける未発表のサード・アルバム)』およびボーナストラックを収録

### ザ・ロスト・ジョッキー
- 『ザ・ロスト・ジョッキー』 - The Lost Jockey (1982年、Les Disques du Crepuscule) ※作曲作品は「Cadenza」「Matters of Theory」
- Professor Slack (1982年、Operation Twilight) ※EP。作曲作品は「Crude Din」

### 参加コンピレーション・アルバム
- Emre (Dark Matter) (2000年、Source Research) ※「Blind Fold」で参加
- Music From The Edge Vol. 04 (2001年、Margen) ※「Revolution Number Eight: Airport For Joseph Beuys (For Orchestra & Electronic Delays)」で参加